# Drzewce (broń)

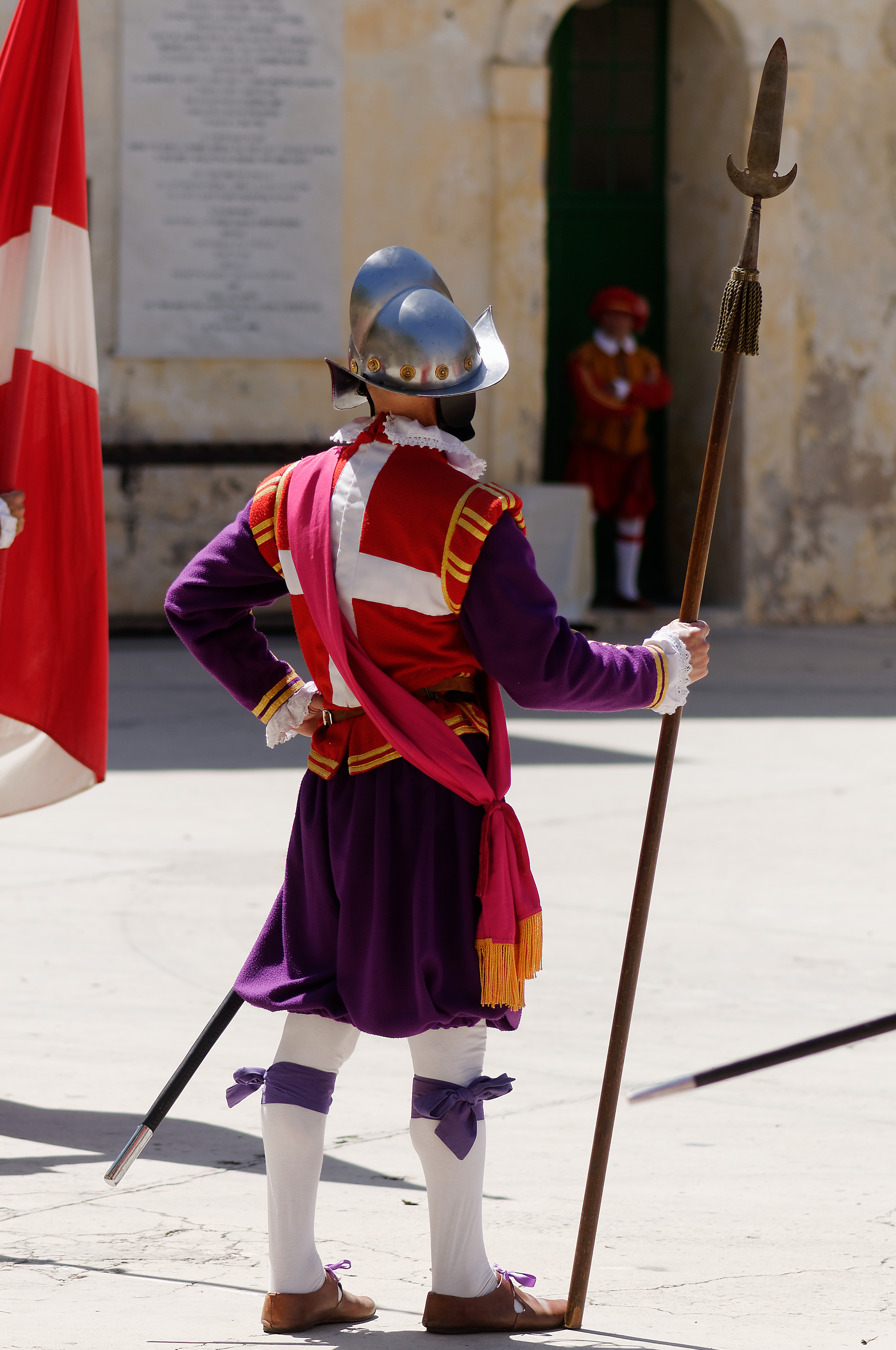
Drzewce

Drzewce – prosty, wygładzony, najczęściej drewniany drążek (chociaż zdarzały się również drzewca stalowe lub bambusowe), który spajał poszczególne części broni obuchowej i broni drzewcowej.
Drzewca miały długość od około jednego do około trzech metrów, w przypadku bardzo krótkiej broni obuchowej mówi się o stylisku.